# Thomas Thomasen Bisp
Thomas Thomasen Bisp (født 1780, død 1822) var den sidste forbryder, der blev henrettet i Hjørring. 
Bisp havde i 1821 forgiftet sin hustru og mor til hans fem børn, Maren Justsdatter, med rottekrudt (arsenik) på en skive smørrebrød. Bisp var blevet forelsket i tjenestepigen Ane Magrethe, hvem der havde opfordret ham til at tage konen af dage med "rottekrudt".
For sin udåd blev Thomas Thomasen Bisp dømt til at blive henrettet, ved først at blive knebet med glødende tænger tre gange, få sin højre hånd afhugget, halshugget og til sidste lagt på hjul og stejle. Han blev dog delvis benådet af kong Frederik 6., der mente at det ikke var nødvendigt med knibningerne og afhuggelsen af hånden; men hovedet skulle han dog af med.
Det var skik dengang at liget fik lov at stå på stejle og stage til skræk og advarsel for andre om udåd; men Thomas' slægtninge nedtog legeme og hoved om natten og begravede de jordiske rester et stykke fra retterstedet. 
Tjenestepigen Ana Magrethe blev dømt til livsvarigt tugthusarbejde i Viborg Tugthus, men blev dog benådet af Kong Frederik 6. efter 17 år.
I forbindelse med vejarbejde i år 1900 blev Thomas Thomasen Bisps skelet og kranium med en stage igennem fundet, og det har siden befundet sig på Vendsyssel Historiske Museum, hvor det er en del af den permanente udstilling.